# Challakere
Challakere är en ort i Indien.   Den ligger i distriktet Chitradurga och delstaten Karnataka, i den södra delen av landet, 1 600 km söder om huvudstaden New Delhi. Challakere ligger 586 meter över havet och antalet invånare är 53 506.
Terrängen runt Challakere är platt, och sluttar brant österut. Runt Challakere är det ganska tätbefolkat, med 192 invånare per kvadratkilometer. Det finns inga andra samhällen i närheten. Trakten runt Challakere består till största delen av jordbruksmark.